# هربرت فيجل
هربرت فيجل ( /ˈfaɪɡəl/ ؛ تُلفظ بالألمانية: [ˈfaɪgl̩] ؛ 14 ديسمبر 1902-1 يونيو 1988) كان فيلسوفًا نمساويًا أمريكيًا وعضوًا مبكرًا في حلقة فيينا .   لقد صاغ مصطلح " الأخطار الاسمية ""nomological danglers". 

## سيرة شخصية
كان فيجل ابنًا لنساج محترف ثم أصبح مصممًا للمنسوجات، وُلد في رايشنبرج (ليبيريتس) ، بوهيميا ، من عائلة يهودية (غير متدينة).    تخرج من جامعة فيينا عام 1922 ودرس الفيزياء والفلسفة تحت إشراف موريتز شليك ، وهانز هان ، وهانز ثيرينغ ، وكارل بوهلر .  أصبح أحد أعضاء حلقة فيينا في عام 1924  وسيكون أحد الأعضاء القلائل في الحلقة (إلى جانب شليك وفريدريش فايسمان  ) الذين أجروا حوارات مطولة مع لودفيج فيتجنشتاين وكارل بوبر . حصل فيجل على الدكتوراه في فيينا عام 1927 عن أطروحته Zufall und Gesetz: Ver such einer Naturerkenntnistheoretischen Klarung des Wahrscheinlichkeits- und Induktionsproblems ( الفرصة والقانون: تحليل معرفي لأدوار الاحتمالية والاستقراء في العلوم الطبيعية ).    نشر في عام 1929 كتابه الأول Theorie und Erfahrung in der Physik ( النظرية والخبرة في الفيزياء ).   
وضمن إطار منحة دراسية مقدمة من مؤسسة روكفلر الدولية عام 1930 في جامعة هارفارد ،  التقى فيجل بالفيزيائي بيرسي ويليامز بريدجمان ، والفيلسوف ويلارد فان أورمان كوين ، وعالم النفس ستانلي سميث ستيفنز ،  وتآلف معهم. ثم نشر في عام 1931 مع ألبرت بلومبرج Albert Blumberg، ورقة بحثية بعنوان "الوضعية المنطقية: حركة أوروبية جديدة"  وطرحا فيها أن الوضعية المنطقية يجب أن تُعاد تسميتها بـ "التجريبية المنطقية" استنادًا إلى بعض الاختلافات الواقعية بين فلسفة العلوم المعاصرة والحركة الوضعية السابقة. 
تزوج فيجل من ماريا كاسبار في عام 1930  وهاجر معها إلى الولايات المتحدة، واستقر في آيوا لتولي منصب في قسم الفلسفة في جامعة آيوا .  وُلِد ابنهما إريك أوتو في عام 1933. قبل هربرت فيجل منصب أستاذ الفلسفة في جامعة مينيسوتا في عام 1940، واستمر هناك لمدة 31 عامًا.  أنتجت علاقته المهنية والشخصية الوثيقة مع ويلفريد سيلارز العديد من المشاريع التعاونية المختلفة، بما في ذلك الكتاب المدرسي قراءات في التحليل الفلسفي ومجلة الدراسات الفلسفية ، التي أسسها هو وسيلارز (مع زملاء آخرين) في عام 1949.  
أسس فيجل في عام 1953 مركز مينيسوتا لفلسفة العلوم (أول مركز من نوعه في الولايات المتحدة)   بمنحة من مؤسسة هيل.  وعين أستاذًا في جامعة مينيسوتا في عام 1967. 
يؤمن فيجل بأن التجريبية هي الفلسفة الوحيدة المناسبة للعلوم التجريبية . رغم أنه أصبح فيلسوفًا بدل أن يصبح كيميائيًا، إلا أنه لم يفقد أبدًا المنظور والحس العلمي السليم للعالم الممارس. وكان من العلماء غير المؤمنين ولكنه ضد الفقر والحرب والعنصرية فوقع على البيان الإنساني الثاني  وكان بالإطار النموذجي العام فيلسوفًا علميًا.
تقاعد فيجل في عام 1971 وتوفي بالسرطان في 1 يونيو 1988 في مينيابوليس .  توفيت زوجته ماريا في العام التالي، وخلفهما ابنهما إريك أو. فيجل، أستاذ علم وظائف الأعضاء في جامعة واشنطن. 

## منشورات مختارة
- هربرت فيجل، "العقلي والجسدي": مقالة وملحق (1967)